# Gemeinebrief
Der Gemeinebrief war ein Privilegienbrief der Herzöge Bernhard und Heinrich aus dem Jahr 1392 und richtete sich an die Untertanen der Celler Herzöge im Fürstentum Lüneburg.

## Vorgeschichte
Nachdem Wilhelm II. von Lüneburg 1369 ohne männliche Nachkommen starb, erlosch das ältere Haus Lüneburg. Entsprechend den welfischen Hausgesetzen und dem Wunsch Wilhelms wäre Herzog Magnus II. Torquatus von Braunschweig erbberechtigt gewesen. Kaiser Karl IV. betrachtete das Reichslehen jedoch als ans Reich zurückgefallen und belehnte Albrecht von Sachsen-Wittenberg und dessen Onkel Wenzel mit dem Fürstentum, wodurch der Lüneburger Erbfolgekrieg ausgelöst wurde. Erst nach der Schlacht von Winsen im Jahre 1388, bei dem Wenzel sein Leben ließ, verzichteten die Wittenberger auf ihre Ansprüche, und das Fürstentum war endgültig den Welfen gesichert.
Der Lüneburger Erbfolgekrieg hatte im Fürstentum zu einer großen Machtfülle der Landstände geführt. Um sich die Unterstützung der Städte und des niederen Adels zu sichern, waren sowohl die  Welfen als auch die Askanier gezwungen, den Landständen umfassende Privilegien zuzusichern und ihnen zahlreiche Gerechtigkeiten und Burgen zu verpfänden. Die Celler Herzöge waren zwar siegreich aus dem Konflikt hervorgegangen, standen dadurch aber vor massiven finanziellen Problemen.  Als die Herzöge 1392 mit einer neuerlichen Finanzbitte an die Stadt Lüneburg herantraten, kam es als Gegenleistung für einen Kredit in Höhe von 50.000 Mark löt zum Abschluss eines umfangreichen Vertragswerkes, der Lüneburger Sate, in dem den Ständen in drei Briefen, dem Gemeinebrief, dem Städtebrief und dem Prälatenbrief, zahlreiche Privilegien bestätigt wurden und die Herzöge sich der Gerichtsamkeit eines von den Ständen gebildeten Gremiums unterwarfen.

## Inhalt
Der Gemeinebrief richtete sich an alle Untertanen der Celler Herzöge im Fürstentum Lüneburg und gliedert sich in 20 Artikel. Im ersten Artikel betonen die Herzöge ihre Bereitschaft, ihre  Macht zum Nutzen aller Untertanen einzusetzen. In den folgenden 18 Artikeln wird detailliert auf die Rechte und Pflichten der Untertanen und der Herzöge eingegangen. Die Herzöge versichern ihren Untertanen den Erhalt aller Privilegien und Gerechtigkeiten, sichern zu, die ihnen aus Zoll- und Geleitregal zustehenden Abgaben in alter Höhe belassen zu wollen und keine neue Bede einzufordern. Der Rechtspflege im Fürstentum sind 9 weitere Artikel gewidmet. Es wird auf die Rechte des Ritter- und Prälatenstandes bei finanziellen Rechtsstreitigkeiten eingegangen, die Herzöge versichern keinen Einfluss auf die Bestallungen der Niedergerichtsbarkeit, d. h. auf die Richterbesetzung der Holz- und Gogerichte, nehmen zu wollen und sichern zu, die Kompetenzen der bestehenden Gerichtsinstanzen nicht einschränken zu wollen. In weiteren Artikeln bekunden die Herzöge ihren Willen, ihre Untertanen vor Kriegen und Fehden bewahren zu wollen, sichern zu, keine weiteren Burgen bauen zu wollen und Heerlager nur mit Genehmigung der betroffenen Ritter auf deren Gütern einzuquartieren. Der abschließende 20. Artikel betonte noch einmal den Willen der Herzöge, ihre Verpflichtungen zu erfüllen; ferner werden Zeugen und Datum der Vereinbarung genannt.

## Rechtsgültigkeit
Der Gemeinebrief behielt seine Rechtsgültigkeit zunächst unabhängig vom Fortbestand der Lüneburger Sate. 1428 wurde der Gemeinebrief von Herzog Bernhard neu bestätigt, einzelne Artikel behielten ihre Rechtsgültigkeit bis ins 17. Jahrhundert. In einem Rezess des Herzogs Georg Wilhelm aus dem Jahre 1682 wird letztmals Bezug auf den Gemeinebrief genommen.

## Überlieferung
Vom Gemeinebrief sind drei Originaldokumente erhalten. Zeitgenössische Abschriften befinden sich im Privilegienbuch der Stadt Lüneburg und im Lüneburger Satebuch. Publiziert wurde der Gemeinebrief erstmals im 18. Jahrhundert.  